# 위시마스타 (영화)
위시마스타(Wishmaster)는 미국에서 제작된 로버트 커츠먼 감독의 1997년 공포 영화이다. 타미 로렌 등이 주연으로 출연하였고 피에르 데이비드 등이 제작에 참여하였다.

## 출연

### 주연
- 타미 로렌
- 앤드류 디보프
- 크리스 레몬

### 조연
- 웬디 벤슨-란디스
- 토니 크레인
- 제니 오하라
- 케인 호더
- 토니 토드
- 로버트 잉글런드
- 리코 로스

## 제작진
- 공동제작: 데이빗 트리펫
- 라인프로듀서: 러셀 D. 마코위츠
- 미술: 데보라 레이몬드
- 미술: 도리안 버나치오
- 의상: 카린 와그너
- 배역: 캐시 헨더슨
- 배역: 도리 주커먼